# Rue Pierre-le-Grand
La rue Pierre-le-Grand est une voie du 8e arrondissement de Paris.

## Situation et accès
Elle commence au 11, rue Daru et se termine au 73, boulevard de Courcelles.

## Origine du nom
Elle a été nommée en l'honneur du tsar Pierre Ier de Russie, en raison de la proximité de la cathédrale orthodoxe Saint-Alexandre-Nevsky qui se trouve dans l'axe de la rue.

## Historique
La voie a été ouverte en 1880 et a reçu sa dénomination actuelle par un arrêté municipal du 30 août 1884.

## Bâtiments remarquables et lieux de mémoire
- No 2 : Librairie russe de Sialsky, fondée par Élisabeth Alexandrovna de Sialsky (née Velikotnaïa), fréquentée par Marc de Loutchek, Serge Lifar, Andreï Tarkovski, Serge Sokoloff, Viktor Nekrassov, et alii[1].

## Sources
- Rue Pierre-le-Grand sur le site Mon village : le faubourg du Roule et ses environs (consulté le 14 mars 2009)
- Félix de Rochegude, Promenades dans toutes les rues de Paris. VIIIe arrondissement, Paris, Hachette, 1910.